# Lucien Laurent
Lucien Laurent, född den 10 december 1907 och död den 11 april 2005, var en fransk fotbollsspelare som är mest känd för att vara den första målskytten i fotbolls-VM:s historia.

## Klubbkarriär
Laurent började sin karriär i amatörklubben CA Paris innan han bytte till FC Sochaux-Montbéliard 1930. Där blev han kvar i två år innan han bytte klubb igen, denna gång till Club Français där han blev proffsspelare. Därefter bytte han klubb varje år fram till 1937 då han kom till RC Strasbourg där han blev kvar i två år. När andra världskriget kom tog Laurent värvning i den franska armén. Han blev tillfångatagen av tyskarna och tillbringade tre år som krigsfånge innan han 1943 släpptes. Han spelade de sista krigsåren för Besançon RC innan han slutade med fotbollen 1946.

## Landslagskarriär
Laurent debuterade för det franska fotbollslandslaget i en vänskapsmatch borta mot Portugal den 23 februari 1930. Han spelade ytterligare en vänskapsmatch hemma mot Belgien innan han fick åka med det franska landslaget till det allra första fotbolls-VM:et som hölls nere i Uruguay 1930.
I den allra första matchen, som var en av de två öppningsmatcherna, mötte Frankrike Mexiko på Estadio Pocitos i Montevideo. Endast nitton minuter in i matchen gjorde Laurent det mål som gav honom en plats VM-historien, det allra första målet någonsin i fotbolls-VM. Frankrike vann matchen med 4-1. I den andra matchen i VM mötte Frankrike blivande finalisterna Argentina på Estadio Parque Central i Montevideo och Laurent var med i startelvan även i den matchen, men han skadade sig under matchen och kunde därefter inte delta mer i VM. Matchen förlorade Frankrike med 1-0 och även den sista matchen mot Chile förlorade de och de gick därför inte vidare från gruppspelet.
Laurent fortsatte efter VM att spela för det franska landslaget, men han missade VM 1934 på grund av en skada. Totalt spelade han tio landskamper och gjorde två mål. Han var den ende ur den franska VM-truppen 1930 som levde när Frankrike vann VM 1998 på hemmaplan.